# Sidi Ayad
 (juin 2023).
Si vous disposez d'ouvrages ou d'articles de référence ou si vous connaissez des sites web de qualité traitant du thème abordé ici, merci de compléter l'article en donnant les références utiles à sa vérifiabilité et en les liant à la section « Notes et références ».
Pour les articles homonymes, voir Ayad.
Sidi Ayad est une commune de la wilaya de Béjaïa en Algérie.
Le village Hammam Sidi-Ayad est le chef-lieu de la commune qui regroupe les villages de : Azrou (Taddart) que la commune porte comme nom[pas clair], Igrane Harrath (Takhlicht), Iftissen et Maala.
C’est une commune née du découpage administratif du 5 février 1984, elle est située à environ 3 km à vol d’oiseau de Sidi Aïch.

## Géographie
Sidi Ayad se trouve sur les bas plateaux des montagnes de petite Kabylie, sur la rive droite de la Soummam
Sidi Ayad possède un relief de forêts et de montagnes

### Situation
|           | Fenaïa Ilmaten |          |
| Sidi Aich | Sidi Ayad      | Timezrit |
|           | M'cisna        |          |

### Transports
Sidi-Ayad est desservie par une ligne de bus reliant les villages à Maala, Sidi Aïch, et Timezrit. L'APC a également mis en place des cars pour les collégiens, les lycéens et les universitaires.

### Lieux-dits, quartiers et hameaux
Outre son chef-lieu Sidi Ayad, la commune de Sidi Ayad est composée des localités suivantes : Ifticène, Hammam Sidi Ayad et Igran Harrat. Rajoutés à cela les hameaux de Ighil, Maasoum et Tachewwaft.
Le village de Hammam est lui-même découpé en plusieurs quartiers; Maala-Ouberkan, Imilane, Tighremt, Tacherchourt, El-Ma, Lhara-Wadda, Tazrart, Akham Aissa,...etc.

### Urbanisme
75 % des bâtiments sont construits avec une architecture moderne, les 25 % restants datent de parfois de plus de cent ans

## Toponymie
Le nom de la commune vient de son saint titulaire Sidi-Ayad, dont le Maqam (mausolée) se trouve au milieu de l'actuel cimetière communal. On raconte qu'à la fin du XVe siècle, ce personnage de religion, père de Yemma Gouraya, en une période de sécheresse, planta son bâton dans le sol et en y jailli de l'eau chaude, qui raconte-t-on, guérissait les femmes de l'infertilité. Le Hammam de Sidi-Ayad existe toujours.
Mais toujours selon la tradition orale, le village de Sidi-Ayad existait déjà avant, une communauté de berbères Sanhaja y ayant installé un petit hameau de montagne sécurisé, possédant un accès à l'eau en cas de guerre et à une plaine fertile nommé Agwni, futur village du Hammam. Sidi-Ayad n'ayant pas d'enfants mâles, la plupart des patriarches de certaines des grandes familles (Adrum) traditionnel du village lui sont antérieur ou contemporain comme Seddiq, patriarche des Ait Seddiq qui donnera les familles Amri, Benyahia, Telmat et Tala-Ighil.

## Histoire
Sidi Ayad est fondée à Azru au XVIe siècle par Jeddi Sidi Ayad, père de Yemma Gouraya.
Au cours de l'histoire, il y a eu quelques migrations notamment à Akbou et en Tunisie à la suite de la colonisation française, mais la plus importante est celles du début du XXe siècle vers les terrains fertiles d'Agwni.
Depuis sa fondation, Sidi Ayad est rattaché traditionnellement à l'Âarch des Ath-Immel même si le village se prêtant être des marabouts et que certains composants soient des Sanhadja et que, jusqu'au XIXe siècle, il ait formé un Ârch à-part, rattaché officiellement par les français au Douar de Timezrit. Aujourd'hui, la mémoire d'un Ârch à part nommé Aït Sidi-Ayad a totalement disparue de la mémoire collective.
Le village est rattaché du XVIe siècle à 1874 au çof ou confédération des Ouled Abdeldjebbar qui controlent la Petite Kabylie et les Bibans, mais, politiquement est rattaché à la régence d'Alger puis aux seigneurs d'Ait Abbès.
En 1874, le village est inséré au secteur de Timezrit, un secteur de la commune mixte de Sidi Aich (1874-1889) puis à celle de la Soummam.
Sidi Ayad est érigée en commune par la réforme administrative du 5 février 1984.

## Démographie
En 2008, Sidi Ayad compte environ 5 604 habitants dont 2 300 à Agwni (Hammam) chef lieu communal
En 1886, Sidi Ayad compte 486 habitants, selon Auguste Veiller, Instituteur public de la Commune mixte de Sidi Auch.

## Administration et politique
L'Assemblée populaire communale (APC) composée de treize membres (dont son président et trois vice-présidents) est élu tous les cinq ans au scrutin proportionnel plurinominal à liste ouverte.
La commune est divisée en cinq villages ayant chacun un comité : Agwni (Hammam), Sidi Ayad-Village (Azru), Igran Harrath (takhlicht), Iftissen, et Maala.
Depuis le 9 janvier 2022 la commune est dirigée par le maire Allaoua Debbou et trois vice-présidents.

## Vie quotidienne
La plupart des habitants sont ouvriers ou agriculteurs-éleveurs, mais il y a également des chefs de petites entreprises. 

## Patrimoine
Les vieilles maisons portant les traces du passé sont principalement à Azru et à Agwni dans un quartier que les habitants appellent « Harra Wadda ». Il y a des grottes comme dans les Rocheuses de Tacheraft qui contiennent des vestiges Tifinagho-lybique[réf. nécessaire]

## Personnalités
- Aucune